# Catholicisme en Corée du Sud

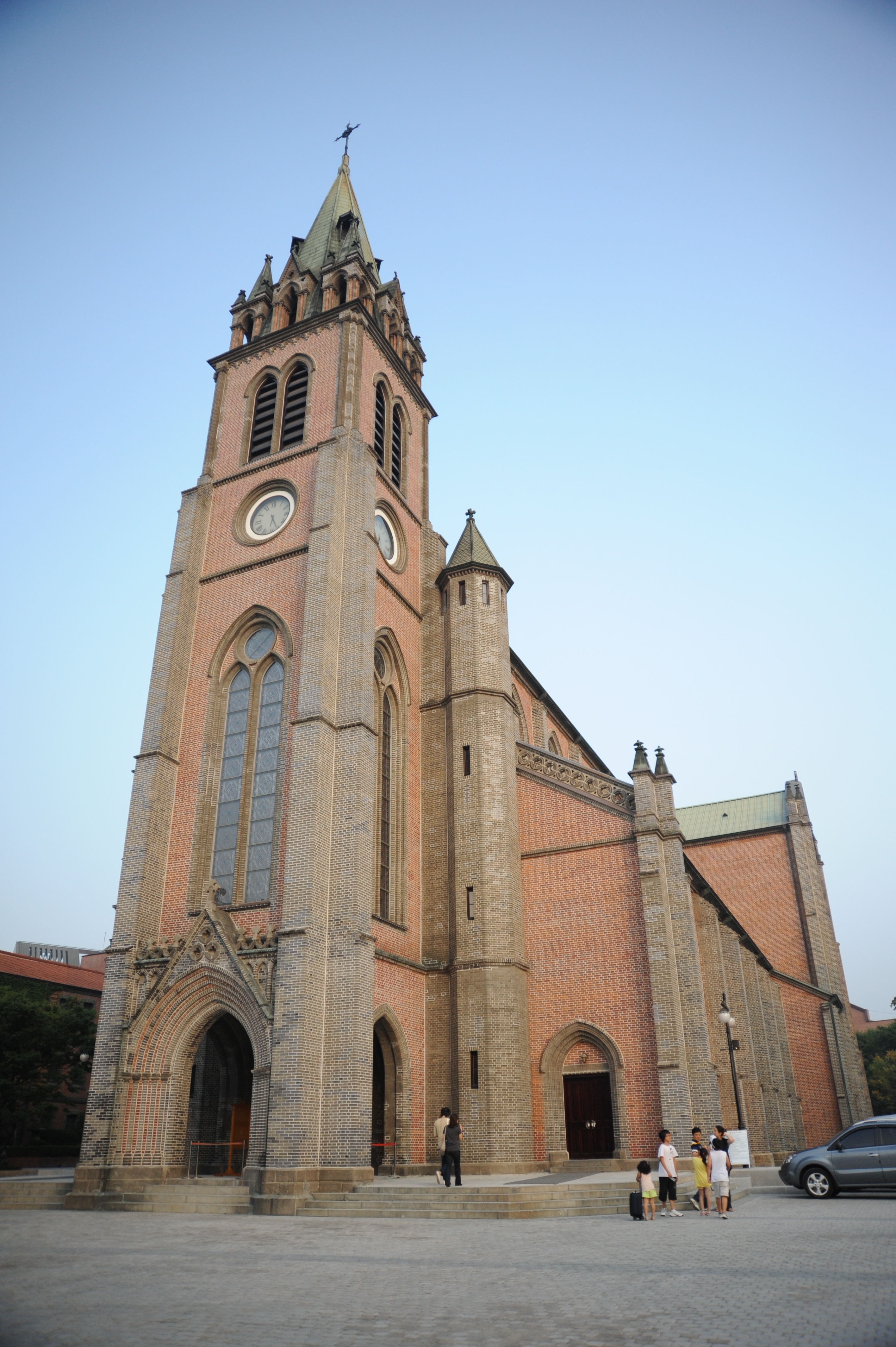
La cathédrale Notre-Dame-de-l'Immaculée-Conception de Séoul.

Le catholicisme est une confession présente au Corée depuis le xviiie siècle. Elle compte en 2017 approximativement 5 813 770 fidèles, soit moins de 11,0 % de la population totale du pays. L'Église catholique en Corée du Sud est formée de diocèses en communion avec l'Église catholique universelle se trouvant sous la conduite spirituelle du pape, évêque de Rome. 
En 2017, le territoire sud-coréen est divisé en seize diocèses, dont trois archidiocèses, et 1734 paroisses. 5360 prêtres sont au service de l'Église.

## Diocèses

### Province de Daegu
- Archidiocèse de Daegu
- Diocèse d'Andong
- Diocèse de Busan (en)
- Diocèse de Cheongju (en)
- Diocèse de Masan (en)

### Province de Gwangju
- Archidiocèse de Gwangju
- Diocèse de Jeonju (en)
- Diocèse de Jeju (en)

### Province de Séoul
- Archidiocèse de Séoul
- Diocèse de Chuncheon
- Diocèse de Daejeon
- Diocèse d'Hamhung (en)
- Diocèse d'Incheon
- Diocèse de Pyongyang
- Diocèse de Suwon (en)
- Diocèse d'Uijongbu (en)
- Diocèse de Wonju (en)

## Sanctuaires
Deux lieux de pèlerinage sont reconnus sanctuaires internationaux dans le pays : les Sentiers du pèlerinage catholique de Séoul depuis 2018, et le sanctuaire du Martyre de Haemi à Seosan depuis 2020,.
La Conférence des évêques catholiques de Corée (en) reconnait aussi le sanctuaire des Martyrs-de-Corée de Séoul comme sanctuaire national.